# Inella pinarena
Inella pinarena is een slakkensoort uit de familie van de Triphoridae. De wetenschappelijke naam van de soort is voor het eerst geldig gepubliceerd in 2007 door Espinosa, Ortea & Fernandez-Garcés.